# Austrocarabodes microlaminatus
Austrocarabodes microlaminatus är en kvalsterart som beskrevs av Sandór Mahunka 1983. Austrocarabodes microlaminatus ingår i släktet Austrocarabodes och familjen Carabodidae. Inga underarter finns listade.